# Пламб, Ив
Ив Э́лин Пламб (англ. Eve Aline Plumb [plʌm]; 29 апреля 1958, Бербанк, Калифорния, США) — американская актриса, кинопродюсер, певица и художница.

## Биография
Ив Элин Пламб родилась 29 апреля 1958 года в Бербанке (штат Калифорния, США) в семье актёра Нили Пламб (1912—2000) и танцовщицы Флоры Джун Пламб (в девичестве Добри; ум. в 1995), которые были женаты с 1939 года и до смерти Флоры в 1995 году. У Ив есть брат и две сестры: Бенджамин Нили Пламб, Кэтрин Пламб и Флора Джун Пламб (род.1944).
Ив дебютировала в кино в 1966 году, сыграв роль Сары Джейн в телесериале «Большая долина», а в следующем году она сыграла Эллен и Лорен там же. Всего она сыграла в 58-ми фильмах и телесериалах.
В 2012 году Ив дебютировала в качестве продюсера с телесериалом «Сёстры Плотц», в котором она также играла роль Селестии Плотц.
Ив является певицей и в 1971—1973 года она исполнила песни «Girl», «You’ve Got to Be in Love To Love a Love Song», «Good Time Music» и «Heigh-Ho» в телесериале «Семейка Брэди», в котором она также играла роль Джен Брэйди в 1969—1974 года.
Также Ив является художницей.

## Личная жизнь
В 1979—1981 года Ив была замужем за Риком Мэнсфилдом.
С 1995 года Ив замужем во второй раз за бизнес- и техно консультантом Кеном Пэйсом.

## Избранная фильмография
актриса
| Год       |   | Русское название                          | Оригинальное название                        | Роль                                       |
| --------- | - | ----------------------------------------- | -------------------------------------------- | ------------------------------------------ |
| 1966—1967 | с | Большая долина                            | The Big Valley                               | Сара Джейн/Эллен/Лорен                     |
| 1969      | с | Дымок из ствола                           | Gunsmoke                                     | Сью                                        |
| 1969—1974 | с | Семейка Брэди                             | The Brady Bunch                              | Джен Брэйди                                |
| 1978—1982 | с | Лодка любви                               | The Love Boat                                | Ванесса Саммерхилл/Тери Карлсон/Бет Хеллер |
| 1979—1981 | с | Остров фантазий                           | Fantasy Island                               | Клэр Конти/Терри Саммерс/Элизабет Блейк    |
| 1982      | с | Однажды за один раз                       | One Day at a Time                            | Мелисса                                    |
| 1985      | с | Она написала убийство                     | Murder, She Wrote                            | Таг                                        |
| 1988      | ф | Я достану тебя, ублюдок                   | I’m Gonna Git You Sucka                      | жена Калинги                               |
| 1989      | с | Супершоу супербратьев Марио               | The Super Mario Bros. Super Show!            | Джоди                                      |
| 1994      | с | Лоис и Кларк: Новые приключения Супермена | Lois & Clark: The New Adventures of Superman | Роуз Коллинз                               |
| 1997      | ф | Нигде                                     | Nowhere                                      | миссис Сайвэтссон                          |
| 1998      | с | Шоу 70-х                                  | That '70s Show                               | миссис Баркхарт                            |
| 1998      | с | Кинан и Кел                               | Kenan & Kel                                  | учительница                                |
| 2003      | с | Все мои дети                              | All My Children                              | Джун Ландау                                |
| 2008      | с | Дни нашей жизни                           | Days of Our Lives                            | Дора                                       |
| 2012      | с | Сёстры Плотц                              | The Sisters Plotz                            | Селестия Плотц                             |
| 2013      | с | Закон и порядок: Специальный корпус       | Law & Order: Special Victims Unit            | Анджела Брукс                              |
| 2013      | с | Армейские жёны                            | Army Wives                                   | Реба Грин                                  |

продюсер
- 2012 — «Сёстры Плотц»/The Sisters Plotz

## В популярной культуре
- В 1991 году музыкальная рок-группа «Eve’s Plum[англ.]» была названа в её честь.
- В 2000 году Кэйтлин Каллем[англ.] сыграла её в фильме «Выросшие Брэйди[англ.]».